# ایزفیلد
ایزفیلد (به انگلیسی: Isfield) یک روستا و محله مدنی در بریتانیا است که در Wealden واقع شده‌است. ایزفیلد ۷٫۷ کیلومتر مربع مساحت و ۵۷۴ نفر جمعیت دارد.